# EARNIE FROGs
EARNIE FROGs （アーニーフロッグス、バンド名愛称：アーニー）は、日本のインディーズ・バンド。 
ファンの名称はアーニーズ。
2010年7月、テラオ（Gt）を中心に結成された、男女ツインボーカル編成の4人組。
YouTubeでの歌ってみた動画の投稿や配信放送などを中心に、ネットでの活動を勢力的に行なっている。バンドとしての活動をしながらとは思えないほどのYouTube投稿数である。

## 沿革
2010年7月、テラオ（Gt）を中心に結成。
2011年3月に1stシングル「コールサイン」(2曲入)を会場限定でリリース。
2013年8月から12月までメンバー不仲により活動休止。
2014年活動再開。メンバー出身地と愛知県東海市発信のラジオ局メディアスFMにてラジオ番組（Beat Around 834 Artist Special 第3金曜日）パーソナリティ担当。
2019年10月26日、COVER NIGHTをアポロベイスにて無料で開催。
2020年1月11日、COVER NIGHT vol.2をトヨタ合成リンクで開催。2月、公式YouTubeチャンネル登録者数5万人突破。5月9日、COVER NIGHT vol.3を無観客ライブ配信で開催。6月、中京テレビ「前略、大とくさん」6月度テーマ曲を担当（同7月発表曲「ラムネサイダー」）。10月、公式YouTubeチャンネル登録者数7万人突破。
2022年1月12日、3月26日のワンマンライブをもってEARNIE FROGsからのメンバー全員の卒業を発表。3月26日、名古屋・ダイアモンドホールでの単独ラストライブで有終の美を飾った。

## メンバー
| メンバーの名前 | 性別 | 担当（パート）   | 出身地 | 生年月日 | 影響を受けたアーティスト           | 備考                            |
| -------------- | ---- | ---------------- | ------ | -------- | ---------------------------------- | ------------------------------- |
| テラオ         | 男   | ギター、コーラス | 愛知   | 8月19日  | BUMP OF CHICKEN・洋楽80's・ACIDMAN | 作曲・YouTubeカバー動画音源制作 |
| 三木正明       | 男   | ギター、ボーカル | 愛知   | 2月11日  | BUMP OF CHICKEN・GLAY              | 作詞・作曲                      |
| おがた         | 女   | ベース、ボーカル | 愛知   | 10月3日  | 椎名林檎・ACIDMAN                  | 作詞・作曲・グッズデザイン      |
| ゆかちん       | 女   | ドラム、コーラス | 愛知   | 3月12日  | UNISON SQUARE GARDEN・UVERworld    | YouTube動画音源映像制作         |

## ディスコグラフィー

### シングル
- 2011年3月　1st「コールサイン」(2曲入)　会場限定
- 2011年11月　2nd「ジオラマ」(2曲入)　会場限定
- 2013年6月　3rd「Reverse」(3曲入)　会場限定
- 2014年9月　4th「uncircle」(3曲入)　レコード店舗限定流通
- 2015年6月　5th「Astroarts」
- 2015年12月　6th「MATSURI」
- 2016年11月　7th「リアリティ」
- 2020年4月　8th「アルナイル」　レコード店舗限定流通
- 2020年7月　9th「ラムネサイダー」　レコード店舗限定流通
- 2020年10月14日　EP「Player 1」
- 2022年3月16日　デジタルEP「Tokyo Metronica」

### 配信限定シングル
| 発売日         | タイトル       |
| -------------- | -------------- |
| 2017年10月7日  | キャッチボール |
| 2018年2月14日  | シネマティック |
| 2018年3月14日  | Carve Out      |
| 2018年10月31日 | Stand up crowd |
| 2018年11月21日 | usual music    |
| 2018年12月19日 | シニカル       |

### アルバム
- 2012年11月　1stアルバム「blue bell」(8曲入)
- 2016年4月　1stミニアルバム「SURVIVE」
- 2017年4月　1stフルアルバム「ノンフィクション」
  - 収録曲『愛しい人』は、服部家具センターのCMソング。MV出演者は林田岬優。
- 2018年4月　2ndフルアルバム「キャラクター」
- 2019年5月　2ndミニアルバム「イエロウ・イン・ザ・シティ」
- 2019年11月　3rdミニアルバム「orange glitter」
- 2020年12月16日　3rdフルアルバム「Answer」

### 参加作品
| 発売日        | タイトル                                    | 備考             |
| ------------- | ------------------------------------------- | ---------------- |
| 2020年9月18日 | 大蔦エル『絶対的表現論 feat. EARNIE FROGs』 | XR Entertainment |

## イベント
- 2011年11月 島村楽器主催「HOTLINE2011」ジャパンファイナル 優秀賞
- 2013年 SAKAE SP-RING 2013
- 2014年 TANK!theAUDITION2014 優勝
- 2014年 TREASURE05X 蒲郡ラグーナビーチ公演にてオープニングアクト出演
- 2014年 イナズマゲート2014 準優勝
- 2014年 イナズマロックフェス2014
- 2015年6月 SAKAE SP-RING 2015
- 2015年7月 篠島フェス
- 2015年8月 TREASURE05X
- 2015年12月 東海地区冬のイベント MERRY ROCK PARADE(ポートメッセなごや)
- 2018年12月 MERRY ROCK PARADE
- 2020年11月28日、29日　『COVER NIGHT & ORIGINAL NIGHT 2DAYS』バンド初となるワンマン2daysを敢行。
- 2020年3月20日 ダイアモンドホールでのワンマン